# Saison 2022 des Mystics de Washington
La saison 2022 des Mystics de Washington est la 25e saison de la franchise en WNBA.

## Draft
Les Mystics ont gagné la loterie de la draft et ont reçu le 1er choix au total lors de la draft de la WNBA 2022, bien qu'ils n'aient que la troisième meilleure cote pour gagner avec 17,8% de chance. C'est la première fois dans l'histoire de la franchise que les Mystics sont classés premiers. L'équipe a échangé le choix avec Atlanta et est descendue au troisième choix de la draft.
| Tour | Choix | Joueur            | Poste | Nationalité | Provenance |
| ---- | ----- | ----------------- | ----- | ----------- | ---------- |
| 1    | 3     | Shakira Austin    | C     | États-Unis  | Ole Miss   |
| 2    | 14    | Christyn Williams | G     | États-Unis  | UConn      |

## Matchs

### Pré-saison
| Pré-saison Total: 1-1 (Domicile : 1-0; Extérieur : 0-1) |

| Match | Date match | Équipe    | Score   | Meilleur marqueur             | Meilleur rebondeur  | Meilleur passeur       | Lieux Spectateurs                    | Série |
| ----- | ---------- | --------- | ------- | ----------------------------- | ------------------- | ---------------------- | ------------------------------------ | ----- |
| 1     | 24 avril   | @ Atlanta | D 69-88 | Shatori Walker-Kimbrough (13) | Shakira Austin (12) | Myisha Hines-Allen (7) | Gateway Center Arena 854             | 0 - 1 |
| 2     | 27 avril   | Minnesota | V 78-66 | Elena Delle Donne (21)        | Shakira Austin (13) | Natasha Cloud (4)      | Entertainment and Sports Arena 3 220 | 1 - 1 |
| 3     | 30 avril   | New York  | Annuler | Annuler                       | Annuler             | Annuler                | Barclays Center                      | 1 - 1 |

### Saison régulière
| Saison régulière Total: 22-14 (Domicile : 12-6; Extérieur : 10-8) |

| Match | Date match | Équipe        | Score   | Meilleur marqueur      | Meilleur rebondeur      | Meilleur passeur       | Lieux Spectateurs                    | Série |
| ----- | ---------- | ------------- | ------- | ---------------------- | ----------------------- | ---------------------- | ------------------------------------ | ----- |
| 1     | 6 mai      | Indiana       | V 84-70 | Elena Delle Donne (21) | Elena Delle Donne (9)   | Natasha Cloud (6)      | Entertainment and Sports Arena 4 200 | 1 - 0 |
| 2     | 8 mai      | @ Minnesota   | V 78-66 | Ariel Atkins (20)      | Shakira Austin (10)     | Natasha Cloud (6)      | Target Center 8 134                  | 2 - 0 |
| 3     | 10 mai     | Las Vegas     | V 89-76 | Elena Delle Donne (19) | Atkins, Hines-Allen (8) | Myisha Hines-Allen (8) | Entertainment and Sports Arena 3 082 | 3 - 0 |
| 4     | 13 mai     | Dallas        | D 86-94 | Elena Delle Donne (19) | Myisha Hines-Allen (8)  | Rui Machida (7)        | Entertainment and Sports Arena 3 281 | 3 - 1 |
| 5     | 17 mai     | @ Dallas      | V 84-68 | Shakira Austin (20)    | Shakira Austin (8)      | Natasha Cloud (7)      | College Park Center 3 035            | 4 - 1 |
| 6     | 20 mai     | @ Atlanta     | V 78-73 | Ariel Atkins (18)      | Shakira Austin (7)      | Natasha Cloud (5)      | Gateway Center Arena N/A             | 5 - 1 |
| 7     | 22 mai     | Chicago       | D 73-82 | Ariel Atkins (20)      | Elena Delle Donne (7)   | Natasha Cloud (10)     | Entertainment and Sports Arena 4 200 | 5 - 2 |
| 8     | 24 mai     | Atlanta       | V 70-50 | Elena Delle Donne (15) | Shakira Austin (7)      | Natasha Cloud (7)      | Entertainment and Sports Arena 2 687 | 6 - 2 |
| 9     | 28 mai     | @ Connecticut | D 71-79 | Burke, Atkins (13)     | Shakira Austin (5)      | Natasha Cloud (6)      | Mohegan Sun Arena 5 482              | 6 - 3 |
| 10    | 31 mai     | @ Indiana     | V 87-75 | Ariel Atkins (28)      | Elizabeth Williams (15) | Natasha Cloud (9)      | Indiana Farmers Coliseum 1 009       | 7 - 3 |

| Match | Date match | Équipe        | Score        | Meilleur marqueur       | Meilleur rebondeur      | Meilleur passeur   | Lieux Spectateurs                    | Série  |
| ----- | ---------- | ------------- | ------------ | ----------------------- | ----------------------- | ------------------ | ------------------------------------ | ------ |
| 11    | 3 juin     | New York      | D 70-74      | Natasha Cloud (17)      | Elena Delle Donne (8)   | Natasha Cloud (8)  | Entertainment and Sports Arena 3 857 | 7 - 4  |
| 12    | 5 juin     | @ Chicago     | D 82-91      | Tianna Hawkins (21)     | Shakira Austin (7)      | Rui Machida (9)    | Wintrust Arena 6 228                 | 7 - 5  |
| 13    | 8 juin     | Chicago       | V 84-82      | Ariel Atkins (19)       | Ariel Atkins (7)        | Atkins, Cloud (5)  | Entertainment and Sports Arena 2 984 | 8 - 5  |
| 14    | 10 juin    | @ Minnesota   | V 76-59      | Myisha Hines-Allen (17) | Shakira Austin (13)     | Natasha Cloud (8)  | Target Center 6 315                  | 9 - 5  |
| 15    | 12 juin    | Phoenix       | D 90-99 (OT) | Myisha Hines-Allen (18) | Myisha Hines-Allen (10) | Natasha Cloud (7)  | Entertainment and Sports Arena 4 200 | 9 - 6  |
| 16    | 14 juin    | Phoenix       | V 83-65      | Shakira Austin (16)     | Shakira Austin (10)     | Natasha Cloud (10) | Entertainment and Sports Arena 3 088 | 10 - 6 |
| 17    | 16 juin    | @ New York    | D 65-77      | Natasha Cloud (17)      | Shakira Austin (6)      | Natasha Cloud (7)  | Barclays Center 4 168                | 10 - 7 |
| 18    | 19 juin    | Connecticut   | V 71-63      | Elena Delle Donne (15)  | Shakira Austin (8)      | Ariel Atkins (6)   | Entertainment and Sports Arena 3 959 | 11 - 7 |
| 19    | 21 juin    | @ Los Angeles | D 82-84      | Ariel Atkins (22)       | Myisha Hines-Allen (8)  | Natasha Cloud (13) | Crypto.com Arena 3 745               | 11 - 8 |
| 20    | 23 juin    | @ Seattle     | D 71-85      | Elena Delle Donne (20)  | Shakira Austin (9)      | Natasha Cloud (8)  | Climate Pledge Arena 9 884           | 11 - 9 |
| 21    | 25 juin    | @ Las Vegas   | V 87-86 (OT) | Alysha Clark (20)       | Elena Delle Donne (10)  | Natasha Cloud (10) | Michelob Ultra Arena 7 171           | 12 - 9 |
| 22    | 28 juin    | Atlanta       | V 92-74      | Natasha Cloud (18)      | Austin, Hines-Allen (7) | Rui Machida (5)    | Entertainment and Sports Arena 3 517 | 13 - 9 |

| Match                   | Date match | Équipe        | Score        | Meilleur marqueur      | Meilleur rebondeur       | Meilleur passeur             | Lieux Spectateurs                    | Série   |
| ----------------------- | ---------- | ------------- | ------------ | ---------------------- | ------------------------ | ---------------------------- | ------------------------------------ | ------- |
| 23                      | 3 juillet  | @ Connecticut | D 72-74 (OT) | Ariel Atkins (18)      | Myisha Hines-Allen (13)  | Natasha Cloud (6)            | Mohegan Sun Arena 5 814              | 13 - 10 |
| 24                      | 6 juillet  | @ Atlanta     | V 85-66      | Elena Delle Donne (26) | Elena Delle Donne (8)    | Natasha Cloud (4)            | Gateway Center Arena 1 810           | 14 - 10 |
| WNBA All-Star Game 2022 |            |               |              |                        |                          |                              |                                      |         |
| 25                      | 12 juillet | @ Los Angeles | V 94-81      | Elena Delle Donne (26) | Shakira Austin (8)       | Natasha Cloud (9)            | Crypto.com Arena 5 004               | 15 - 10 |
| 26                      | 14 juillet | @ Phoenix     | D 75-80      | Elena Delle Donne (19) | Elena Delle Donne (12)   | Natasha Cloud (7)            | Footprint Center 5 994               | 15 - 11 |
| 27                      | 17 juillet | Minnesota     | V 70-57      | Elena Delle Donne (21) | Elena Delle Donne (10)   | Natasha Cloud (8)            | Entertainment and Sports Arena 4 200 | 16 - 11 |
| 28                      | 21 juillet | New York      | V 78-69      | Elena Delle Donne (25) | Myisha Hines-Allen (8)   | Shatori Walker-Kimbrough (5) | Capital One Arena 7 431              | 17 - 11 |
| 29                      | 28 juillet | @ Dallas      | V 87-77      | Trois joueuses (14)    | Shakira Austin (5)       | Natasha Cloud (7)            | College Park Center 4 382            | 18 - 11 |
| 30                      | 30 juillet | Seattle       | D 77-82      | Elena Delle Donne (22) | Austin, Hines-Allen (10) | Natasha Cloud (11)           | Entertainment and Sports Arena 4 200 | 18 - 12 |
| 31                      | 31 juillet | Seattle       | V 78-75      | Ariel Atkins (23)      | Shakira Austin (9)       | Natasha Cloud (10)           | Entertainment and Sports Arena 4 200 | 19 - 12 |

| Match | Date match | Équipe      | Score   | Meilleur marqueur        | Meilleur rebondeur        | Meilleur passeur  | Lieux Spectateurs                    | Série   |
| ----- | ---------- | ----------- | ------- | ------------------------ | ------------------------- | ----------------- | ------------------------------------ | ------- |
| 32    | 2 août     | Las Vegas   | V 83-73 | Natasha Cloud (16)       | Elena Delle Donne (11)    | Natasha Cloud (9) | Entertainment and Sports Arena 4 200 | 20 - 12 |
| 33    | 5 août     | @ Chicago   | D 83-93 | Myisha Hines-Allen (21)  | Hines-Allen, Williams (6) | Rui Machida (5)   | Wintrust Arena 8 042                 | 20 - 13 |
| 34    | 7 août     | Los Angeles | D 76-79 | Atkins, Hines-Allen (20) | Shakira Austin (10)       | Natasha Cloud (9) | Entertainment and Sports Arena 4 200 | 20 - 14 |
| 35    | 12 août    | @ Indiana   | V 82-70 | Elena Delle Donne (24)   | Shakira Austin (11)       | Natasha Cloud (6) | Hinkle Fieldhouse 1 700              | 21 - 14 |
| 36    | 14 août    | Indiana     | V 95-83 | Elena Delle Donne (22)   | Shakira Austin (6)        | Rui Machida (6)   | Entertainment and Sports Arena 4 200 | 22 - 14 |

### Playoffs
| Playoffs Total: 0-2 (Domicile : 0-0; Extérieur : 0-2) |

| Match | Date match | Équipe    | Score   | Meilleur marqueur      | Meilleur rebondeur | Meilleur passeur      | Lieux Spectateurs           | Série |
| ----- | ---------- | --------- | ------- | ---------------------- | ------------------ | --------------------- | --------------------------- | ----- |
| 1     | 18 août    | @ Seattle | D 83-86 | Elena Delle Donne (26) | Shakira Austin (7) | Elena Delle Donne (5) | Climate Pledge Arena 8 917  | 0 - 1 |
| 2     | 21 août    | @ Seattle | D 84-97 | Natasha Cloud (21)     | Shakira Austin (8) | Ariel Atkins (7)      | Climate Pledge Arena 12 490 | 0 - 2 |

### Confrontations en saison régulière
| Conférence Est | Conférence Est                            | Conférence Est                            | Conférence Est                            | Conférence Est                            | Conférence Ouest                          | Conférence Ouest                          | Conférence Ouest                          | Conférence Ouest                          | Conférence Ouest                          |
| Équipe         | Domicile                                  | Domicile                                  | Extérieur                                 | Extérieur                                 | Équipe                                    | Domicile                                  | Domicile                                  | Extérieur                                 | Extérieur                                 |
| -------------- | ----------------------------------------- | ----------------------------------------- | ----------------------------------------- | ----------------------------------------- | ----------------------------------------- | ----------------------------------------- | ----------------------------------------- | ----------------------------------------- | ----------------------------------------- |
| Atlanta        | 70-50                                     | 92-74                                     | 78-73                                     | 85-66                                     | Dallas                                    | 86-94                                     |                                           | 84-68                                     | 87-77                                     |
| Chicago        | 73-82                                     | 84-82                                     | 82-91                                     | 83-93                                     | Las Vegas                                 | 89-76                                     | 83-73                                     | 87-86                                     |                                           |
| Connecticut    | 71-63                                     |                                           | 71-79                                     | 72-74                                     | Los Angeles                               | 76-79                                     |                                           | 82-84                                     | 94-81                                     |
| Indiana        | 84-70                                     | 95-83                                     | 87-75                                     | 82-70                                     | Minnesota                                 | 70-57                                     |                                           | 78-68                                     | 76-59                                     |
| New York       | 70-74                                     | 78-69                                     | 65-77                                     |                                           | Phoenix                                   | 90-99                                     | 83-65                                     | 75-80                                     |                                           |
|                |                                           |                                           |                                           |                                           | Seattle                                   | 77-82                                     | 78-75                                     | 71-85                                     |                                           |
| Conférence     | 11-7 (Domicile : 7-2; Extérieur : 4-5)    | 11-7 (Domicile : 7-2; Extérieur : 4-5)    | 11-7 (Domicile : 7-2; Extérieur : 4-5)    | 11-7 (Domicile : 7-2; Extérieur : 4-5)    | Conférence                                | 11-7 (Domicile : 5-4; Extérieur : 6-3)    | 11-7 (Domicile : 5-4; Extérieur : 6-3)    | 11-7 (Domicile : 5-4; Extérieur : 6-3)    | 11-7 (Domicile : 5-4; Extérieur : 6-3)    |
| Total          | 22-14 (Domicile : 12-6; Extérieur : 10-8) | 22-14 (Domicile : 12-6; Extérieur : 10-8) | 22-14 (Domicile : 12-6; Extérieur : 10-8) | 22-14 (Domicile : 12-6; Extérieur : 10-8) | 22-14 (Domicile : 12-6; Extérieur : 10-8) | 22-14 (Domicile : 12-6; Extérieur : 10-8) | 22-14 (Domicile : 12-6; Extérieur : 10-8) | 22-14 (Domicile : 12-6; Extérieur : 10-8) | 22-14 (Domicile : 12-6; Extérieur : 10-8) |

## Classements
| Classement | Classement                | Classement | Classement | Classement | Classement | Classement | Classement |
| No         | Franchise                 | Vic.       | Def.       | MJ         | V/D        | GB         |            |
| ---------- | ------------------------- | ---------- | ---------- | ---------- | ---------- | ---------- | ---------- |
| 1          | x - Aces de Las Vegas     | 26         | 10         | 36         | .722       | -          |            |
| 2          | x - Sky de Chicago        | 26         | 10         | 36         | .722       | -          |            |
| 3          | x - Sun du Connecticut    | 25         | 11         | 36         | .694       | 1          |            |
| 4          | x - Storm de Seattle      | 22         | 14         | 36         | .611       | 4          |            |
| 5          | x - Mystics de Washington | 22         | 14         | 36         | .611       | 4          |            |
| 6          | x - Wings de Dallas       | 18         | 18         | 36         | .500       | 8          |            |
| 7          | x - Liberty de New York   | 16         | 20         | 36         | .444       | 10         |            |
| 8          | x - Mercury de Phoenix    | 15         | 21         | 36         | .417       | 11         |            |
|            |                           |            |            |            |            |            |            |
| 9          | o - Lynx du Minnesota     | 14         | 22         | 36         | .389       | 12         |            |
| 10         | o - Dream d'Atlanta       | 14         | 22         | 36         | .389       | 12         |            |
| 11         | o - Sparks de Los Angeles | 13         | 23         | 36         | .361       | 13         |            |
| 12         | o - Fever de l'Indiana    | 5          | 31         | 36         | .139       | 21         |            |

| 1 | Sky de Chicago        | 9 | 1 | 10 | +82 |
| 2 | Liberty de New York   | 6 | 4 | 10 | -4  |
| 3 | Sun du Connecticut    | 5 | 5 | 10 | +37 |
| 4 | Mystics de Washington | 5 | 5 | 10 | +17 |
| 5 | Dream d'Atlanta       | 3 | 7 | 10 | -49 |
| 6 | Fever de l'Indiana    | 2 | 8 | 10 | -83 |

Playoffs
|  | Premier tour | Premier tour        | Premier tour       |                    |                    | Demi-finales      | Demi-finales | Demi-finales |  |  | Finale | Finale            | Finale |
|  |              |                     |                    |                    |                    |                   |              |              |  |  |        |                   |        |
|  | 1            | Aces de Las Vegas   | 2                  |                    |                    |                   |              |              |  |  |        |                   |        |
|  | 8            | Mercury de Phoenix  | 0                  |                    |                    |                   |              |              |  |  |        |                   |        |
|  | 8            | Mercury de Phoenix  | 0                  |                    | 1                  | Aces de Las Vegas | 3            |              |  |  |        |                   |        |
|  |              |                     |                    |                    | 1                  | Aces de Las Vegas | 3            |              |  |  |        |                   |        |
|  |              | 4                   | Storm de Seattle   | 1                  |                    |                   |              |              |  |  |        |                   |        |
|  | 4            | 4                   | Storm de Seattle   | 1                  | Storm de Seattle   | 2                 |              |              |  |  |        |                   |        |
|  | 4            |                     |                    |                    | Storm de Seattle   | 2                 |              |              |  |  |        |                   |        |
|  | 5            | Mystics Washington  | 0                  |                    |                    |                   |              |              |  |  |        |                   |        |
|  |              |                     |                    |                    |                    |                   |              |              |  |  | 1      | Aces de Las Vegas | 3      |
|  |              |                     | 3                  | Sun du Connecticut | 1                  |                   |              |              |  |  |        |                   |        |
|  | 2            | Sky de Chicago      | 2                  |                    |                    |                   |              |              |  |  |        |                   |        |
|  | 7            | Liberty de New York | 1                  |                    |                    |                   |              |              |  |  |        |                   |        |
|  | 7            | Liberty de New York | 1                  |                    | 2                  | Sky de Chicago    | 2            |              |  |  |        |                   |        |
|  |              |                     |                    |                    | 2                  | Sky de Chicago    | 2            |              |  |  |        |                   |        |
|  |              | 3                   | Sun du Connecticut | 3                  |                    |                   |              |              |  |  |        |                   |        |
|  | 3            | 3                   | Sun du Connecticut | 3                  | Sun du Connecticut | 2                 |              |              |  |  |        |                   |        |
|  | 3            |                     |                    |                    | Sun du Connecticut | 2                 |              |              |  |  |        |                   |        |
|  | 6            | Wings de Dallas     | 1                  |                    |                    |                   |              |              |  |  |        |                   |        |